# Thesium fruticosum
Thesium fruticosum är en sandelträdsväxtart som beskrevs av Arthur William Hill. Thesium fruticosum ingår i släktet spindelörter, och familjen sandelträdsväxter. Inga underarter finns listade i Catalogue of Life.